# 一本松駅 (福岡県)
一本松駅（いっぽんまつえき）は、福岡県田川郡香春町大字中津原にある、九州旅客鉄道（JR九州）日田彦山線の駅である。駅番号はJI12。

## 歴史
- 1997年（平成9年）3月22日：旅客駅として開設[1]。
- 2018年快速の停車駅になる。（同時に池尻駅と西添田駅も停車駅になる。）

## 駅構造
単式ホーム1面1線を有する地上駅。無人駅で、自動券売機が設置されている。基本的には無人駅だが、朝の通勤ラッシュ時の降車客が多く遅延防止の為、該当時刻のみ隣の田川伊田駅の駅員が1人駐在する。その為、列車はホーム側の全扉を開き、運賃等はその駅員に渡す。

## 利用状況
2019年（令和元年）度の1日平均乗車人員は317人であり、JR九州の駅としては第296位である。
近年の1日平均乗車人員は下表の通り。
| 年度               | 1日平均 乗車人員 |
| ------------------ | ---------------- |
| 2016年（平成28年） | 369              |
| 2017年（平成29年） | 377              |
| 2018年（平成30年） | 353              |
| 2019年（令和元年） | 317              |

## 駅周辺
香春町の南西端に位置する。駅の北西を国道322号が日田彦山線に並行する形で通っている。
- 福岡県立田川高等学校
- 平成筑豊鉄道田川線 勾金駅
- 一本松すずかけ病院
- ケアプランプラザあけぼの（老人ホーム）
- スーパー川食「食彩館」すずかけ店
- 一本松神社
- 香春町中央集会所
- ホテル 風の丘
- 中津原歯科
- 古本建設株式会社

当駅ができる前、駅の南方数百mのところで添田線（現在廃線）が分岐していた（路線図上の分岐は香春駅だが、実際は分岐点まで線路を共用）。また、日田彦山線の前身の小倉鉄道時代、当駅付近に一本松停留場（1935年 - 1942年）があった。

## 隣の駅
九州旅客鉄道（JR九州）
 日田彦山線
■快速（上り1本のみ運転）・■普通
香春駅 (JI11) - 一本松駅 (JI12) - 田川伊田駅 (JI13)